# フランクリン・ルーズベルトの演説 (1941年12月8日)

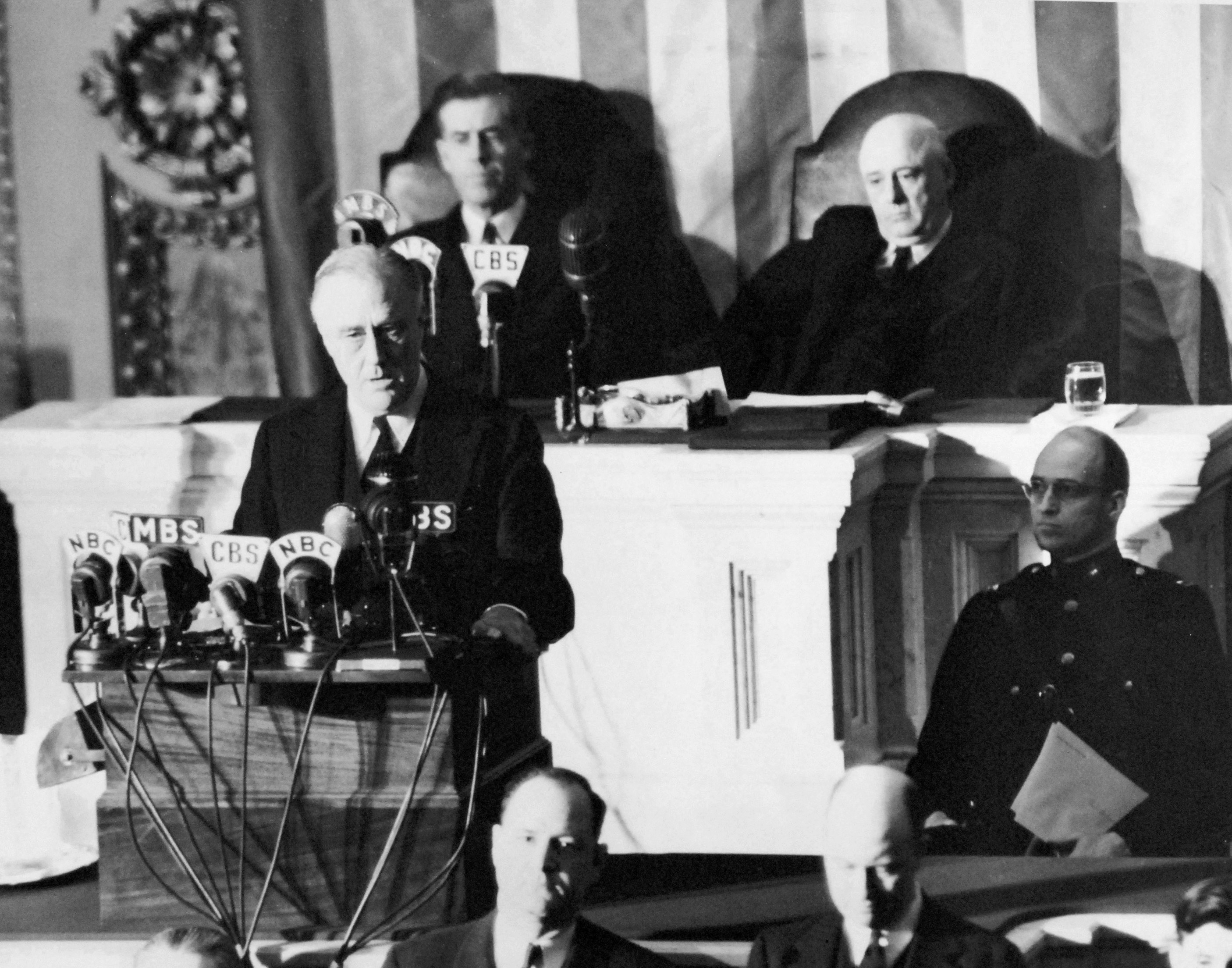
議会で演説中のルーズベルト大統領。大統領の後ろに登壇している人物は、左側はヘンリー・A・ウォレス副大統領、右側はサム・レイバーン下院議長。向かって右側、レイバーン議長の手前の軍服姿の人物は、大統領子息のジェームズ。この日、父親を議事堂までエスコートして来ていた。

フランクリン・ルーズベルトの演説 （フランクリン・ルーズベルトのえんぜつ）では、1941年12月8日、アメリカ合衆国のフランクリン・ルーズベルト大統領が、アメリカ合衆国議会両院合同会議で行った演説について、記述する。
前日の12月7日、大日本帝国は、ハワイの真珠湾（パールハーバー）にあるアメリカ海軍基地を攻撃し（真珠湾攻撃）、アメリカ合衆国とイギリスに対し宣戦布告を行った。この事態を受けて行われた演説は恥辱演説（インファミー・スピーチ、英：Infamy Speech）と呼ばれているが、これは演説の冒頭の一節で、大統領が攻撃を受けた日を「将来、恥辱として記憶に刻まれるであろう日（恥辱の日）」と表現したことに由来している。また、この演説は、真珠湾演説（パールハーバー・スピーチ、英：Pearl Harbor Speech）とも一般的に呼ばれている。
議会は、演説後1時間もかからない間に対日宣戦布告を公式に承認し、アメリカ合衆国は正式に第二次世界大戦に参戦することとなった。この演説は、アメリカの政治演説で最も有名なもののひとつであり、20世紀中、最重要の政治演説のひとつにあげられることもある。

## 演説のあらまし
演説のあらましは、次のとおりである。なお、英語原文はウィキソースの「Pearl Harbor speech」で、日本語訳全文は同じくウィキソースの「汚名演説」で参照できる。

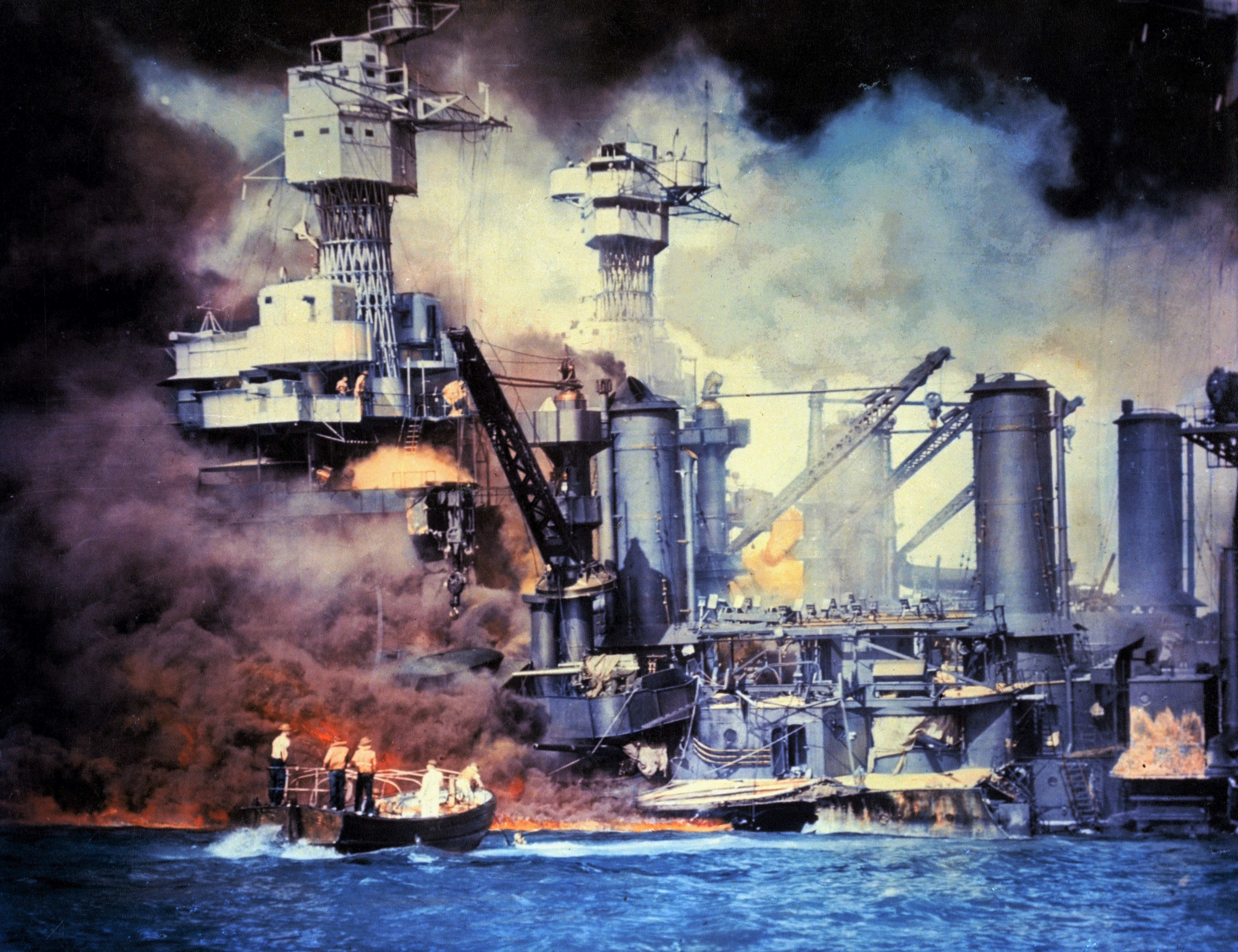
日本軍の攻撃を受け、炎上する戦艦ウェストバージニア。

副大統領、下院議長、ならびに上院議員及び下院議員の皆さん。
昨日、1941年12月7日、将来、恥辱として記憶に刻まれるであろう日（a date which will live in infamy ）、アメリカ合衆国は、大日本帝国海空軍から突然かつ準備周到な攻撃を受けました。
アメリカ合衆国は、かの国とは平和的な関係を維持しており、また、日本側の求めに応じて、太平洋における平和を維持するため、日本政府や天皇との協議を続けているところでした。日本の航空隊がオアフ島に爆撃を開始して1時間経過した頃、駐米日本大使とその同僚が最近のアメリカのメッセージに対する公式回答を国務長官に提出してきましたが、その回答には、現在の外交交渉を続けても無意味に思える、という記述はあったものの、戦争や軍事攻撃につながる如何なる警告や兆候も含まれてはいませんでした。日本からハワイまでの距離を考えれば、この攻撃が、何日も、あるいは、何週間も前から周到に計画されたものであることは明らかです。その間、日本政府は、平和の継続を願うという偽りの声明と言辞を使って、アメリカ合衆国を欺こうと努めてきたのであります。
昨日のハワイ諸島に対する攻撃は、アメリカ軍に深刻な被害をもたらしました。その際、非常に多くのアメリカ人の命が失われました。サンフランシスコとホノルルの間の公海上では、アメリカの船舶が魚雷による攻撃を受けた、との報告も受けています。さらに、昨日、日本政府は英領マラヤに対しても攻撃を開始しました。昨夜、日本軍は香港を攻撃し、グアム島を攻撃し、フィリピン諸島を攻撃し、ウェーキ島を攻撃しました。そして、今朝、ミッドウェー島を攻撃しました。日本が、太平洋全域にわたって奇襲攻撃を仕掛けてきていることは、明らかです。
私は、陸海軍の最高指揮官として、我々を守るため、あらゆる措置を取るよう命じました。しかし、我々すべての国民は、我々に加えられた熾烈な攻撃がいかなる性格のものであったか、決して忘れることはないでしょう。そして、国民は、このあらかじめ計画された侵略に打ち克つためにどんなに長くかかろうとも、その正義の力で必ずや完全な勝利をつかみ取ることでしょう。全力を尽くして我が国を守るべきである。そして、このような背信行為によって二度と我が国を危機に晒したりはしない。議会と国民の意志は、このようなものであると確信しています。
戦いは既に始まっています。我々の国民、我々の領土、我々の利益が重大な危機に立たされているという事実を看過できません。我々の軍の力への信頼と、我々国民の不退転の決意をもって、我々は必ずや勝利を勝ち取るでしょう。神に誓って。
私は議会に対し、1941年12月7日の日曜日に日本が仕掛けた、正当性のない卑劣な攻撃の結果、アメリカ合衆国と大日本帝国が交戦状態に入った旨の布告を宣言するよう求めます。